# Shuko Aoyama
Shuko Aoyama (japonès: 青山修子)  (Osaka, 19 de desembre de 1987) és una tennista professional japonesa.
Es dedica principalment a les proves de dobles on va arribar a ocupar el quart lloc del rànquing WTA l'any 2022. Ha guanyat un total de 17 títols de dobles femenins en el circuit WTA.
Va esdevenir tennista professional després de graduar-se en la Universitat de Waseda.

## Torneigs de Grand Slam

### Dobles femenins: 1 (0−1)
| Resultat  | Núm. | Any  | Torneig          | Parella       | Oponents                              | Marcador |
| --------- | ---- | ---- | ---------------- | ------------- | ------------------------------------- | -------- |
| Finalista | 1.   | 2023 | Open d'Austràlia | Ena Shibahara | Barbora Krejčíková Kateřina Siniaková | 4−6, 3−6 |

## Palmarès

### Dobles femenins: 35 (20−15)
| 2009 − 2020                                          | Després de 2021 |
| ---------------------------------------------------- | --------------- |
| Grand Slam (0−1)                                     |                 |
| WTA Finals (0−0)                                     |                 |
| WTA Tournament of Champions / WTA Elite Trophy (0−1) |                 |
| Premier Mandatory (0−0)                              | WTA 1000 (2−0)  |
| Premier 5 (0−1)                                      | WTA 1000 (2−0)  |
| Premier (2−1)                                        | WTA 500 (4−3)   |
| International (10−7)                                 | WTA 250 (2−1)   |

| Títols per superfície |
| --------------------- |
| Dura (17−12)          |
| Gespa (3−0)           |
| Terra batuda (0−1)    |

| Resultat   | Núm. | Data                   | Torneig                         | Superfície   | Parella             | Oponents                               | Marcador                |
| ---------- | ---- | ---------------------- | ------------------------------- | ------------ | ------------------- | -------------------------------------- | ----------------------- |
| Finalista  | 1.   | 17 d'octubre de 2010   | Osaka, Japó                     | Dura         | Rika Fujiwara       | Chang Kai-chen Lilia Osterloh          | 0−6, 3−6                |
| Guanyadora | 1.   | 5 d'agost de 2012      | Washington DC, Estats Units     | Dura         | Chang Kai-chen      | Irina Falconi Chanelle Scheepers       | 7−5, 6−2                |
| Guanyadora | 2.   | 3 de març de 2013      | Kuala Lumpur, Malàisia          | Dura         | Chang Kai-chen      | Janette Husárová Zhang Shuai           | 6−7(4), 7−6(4), [14−12] |
| Guanyadora | 3.   | 4 d'agost de 2013      | Washington DC (2)               | Dura         | Vera Dushevina      | Eugenie Bouchard Taylor Townsend       | 6−3, 6−3                |
| Guanyadora | 4.   | 3 d'agost de 2014      | Washington DC (3)               | Dura         | Gabriela Dabrowski  | Hiroko Kuwata Kurumi Nara              | 6−1, 6−2                |
| Guanyadora | 5.   | 12 d'octubre de 2014   | Osaka                           | Dura         | Renata Voráčová     | Lara Arruabarrena Tatjana Maria        | 6−1, 6−2                |
| Finalista  | 2.   | 10 de gener de 2015    | Auckland, Nova Zelanda          | Dura         | Renata Voráčová     | Sara Errani Roberta Vinci              | 2−6, 1−6                |
| Finalista  | 3.   | 15 de febrer de 2015   | Pattaya, Tailàndia              | Dura         | Tamarine Tanasugarn | Chan Hao-ching Chan Yung-jan           | 6−2, 4−6, [3−10]        |
| Finalista  | 4.   | 21 de maig de 2016     | Nuremberg, Alemanya             | Terra batuda | Renata Voráčová     | Kiki Bertens Johanna Larsson           | 3−6, 4−6                |
| Finalista  | 5.   | 24 de juliol de 2016   | Washington DC                   | Dura         | Risa Ozaki          | Monica Niculescu Yanina Wickmayer      | 4−6, 3−6                |
| Finalista  | 6.   | 7 d'agost de 2016      | Nanchang, Xina                  | Dura         | Makoto Ninomiya     | Liang Chen Lu Jingjing                 | 6−3, 6−7(2), [11−13]    |
| Guanyadora | 6.   | 18 de setembre de 2016 | Tòquio, Japó                    | Dura         | Makoto Ninomiya     | Jocelyn Rae Anna Smith                 | 6−3, 6−3                |
| Guanyadora | 7.   | 6 d'agost de 2017      | Washington DC (4)               | Dura         | Renata Voráčová     | Eugenie Bouchard Sloane Stephens       | 6−3, 6−2                |
| Guanyadora | 8.   | 17 de setembre de 2017 | Tòquio (2)                      | Dura         | Yang Zhaoxuan       | Monique Adamczak Storm Sanders         | 6−0, 2−6, [10−5]        |
| Finalista  | 7.   | 30 de setembre de 2017 | Wuhan, Xina                     | Dura         | Yang Zhaoxuan       | Chan Yung-jan Martina Hingis           | 6−7(5), 6−3, [4−10]     |
| Finalista  | 8.   | 14 d'octubre de 2018   | Hong Kong, Hong Kong            | Dura         | Lidziya Marozava    | Samantha Stosur Zhang Shuai            | 4−6, 4−6                |
| Finalista  | 9.   | 4 de novembre de 2018  | WTA Elite Trophy, Zhuhai, Xina  | Dura (i)     | Lidziya Marozava    | Liudmila Kitxenok Nadia Kitxenok       | 4−6, 6−3, [7−10]        |
| Guanyadora | 9.   | 16 de juny de 2019     | 's-Hertogenbosch, Països Baixos | Gespa        | Aleksandra Krunić   | Lesley Kerkhove Bibiane Schoofs        | 7−5, 6−3                |
| Finalista  | 10.  | 4 d'agost de 2019      | San Jose, Estats Units          | Dura         | Ena Shibahara       | Nicole Melichar Květa Peschke          | 4−6, 4−6                |
| Guanyadora | 10.  | 13 d'octubre de 2019   | Tientsin, Xina                  | Dura         | Ena Shibahara       | Nao Hibino Miyu Kato                   | 6−3, 7−5                |
| Guanyadora | 11.  | 20 d'octubre de 2019   | Moscou, Rússia                  | Dura (i)     | Ena Shibahara       | Kirsten Flipkens Bethanie Mattek-Sands | 6−2, 6−1                |
| Guanyadora | 12.  | 16 de febrer de 2020   | Sant Petersburg, Rússia         | Dura (i)     | Ena Shibahara       | Kaitlyn Christian Alexa Guarachi       | 4−6, 6−0, [10−3]        |
| Guanyadora | 13.  | 13 de gener de 2021    | Dubai, Emirats Àrabs Units      | Dura         | Ena Shibahara       | Hayley Carter Luisa Stefani            | 7−6(5), 6−4             |
| Guanyadora | 14.  | 7 de febrer de 2021    | Melbourne, Austràlia            | Dura         | Ena Shibahara       | Anna Kalinskaya Viktória Kužmová       | 6−3, 6−4                |
| Guanyadora | 15.  | 4 d'abril de 2021      | Miami, Estats Units             | Dura         | Ena Shibahara       | Hayley Carter Luisa Stefani            | 6−2, 7−5                |
| Guanyadora | 16.  | 26 de juny de 2021     | Eastbourne, Regne Unit          | Gespa        | Ena Shibahara       | Nicole Melichar Demi Schuurs           | 6−1, 6−4                |
| Guanyadora | 17.  | 28 d'agost de 2021     | Cleveland, Estats Units         | Dura         | Ena Shibahara       | Christina McHale Sania Mirza           | 7−5, 6−3                |
| Finalista  | 11.  | 7 d'agost de 2022      | San José (2)                    | Dura         | Chan Hao-ching      | Xu Yifan Yang Zhaoxuan                 | 5−7, 0−6                |
| Finalista  | 12.  | 29 de gener de 2023    | Open d'Austràlia, Austràlia     | Dura         | Ena Shibahara       | Barbora Krejčíková Kateřina Siniaková  | 4−6, 3−6                |
| Finalista  | 13.  | 12 de febrer de 2023   | Abu Dhabi, Emirats Àrabs Units  | Dura         | Chan Hao-ching      | Luisa Stefani Zhang Shuai              | 6−3, 2−6, [8−10]        |
| Guanyadora | 18.  | 18 de juny de 2023     | 's-Hertogenbosch (2)            | Gespa        | Ena Shibahara       | Viktória Hrunčáková Tereza Mihalíková  | 6−3, 6−3                |
| Guanyadora | 19.  | 13 d'agost de 2023     | Mont-real, Canadà               | Dura         | Ena Shibahara       | Desirae Krawczyk Demi Schuurs          | 6−4, 4−6, [13−11]       |
| Finalista  | 14.  | 15 d'octubre de 2023   | Zhengzhou, Xina                 | Dura         | Ena Shibahara       | Gabriela Dabrowski Erin Routliffe      | 2−6, 4−6                |
| Guanyadora | 20.  | 27 d'octubre de 2024   | Tòquio                          | Dura         | Eri Hozumi          | Ena Shibahara Laura Siegemund          | 6−4, 7−6(3)             |
| Finalista  | 15.  | 3 de novembre de 2024  | Hong Kong (2)                   | Dura         | Eri Hozumi          | Ulrikke Eikeri Makoto Ninomiya         | 4−6, 6−4, [9−11]        |

## Trajectòria

### Dobles femenins
| Open d'Austràlia | A   | A   | A   | 2R          | 1R          | 1R          | 1R    | 1R          | 3R          | 2R          | 3R          | QF          | SF          | F  | 2R | 0 / 12    | 18 – 12   |
| Roland Garros | A   | A   | A   | 1R          | 2R          | 1R          | A     | 1R          | 1R          | 1R          | QF          | 2R          | 1R          | 2R |    | 0 / 10    | 6 – 10    |
| Wimbledon | A   | 1R  | Q2  | SF          | 3R          | 1R          | 2R    | 2R          | 2R          | 2R          | NC          | SF          | QF          | 1R |    | 0 / 11    | 17 – 11   |
| US Open | A   | 1R  | A   | 1R          | 1R          | 1R          | 1R    | 3R          | 2R          | 2R          | 2R          | 3R          | 3R          | 1R |    | 0 / 12    | 9 – 12    |
| Jocs Olímpics | NC  | NC  | A   | No celebrat | No celebrat | No celebrat | A     | No celebrat | No celebrat | No celebrat | No celebrat | 1R          | NC          | NC |    | 0 / 1     | 0 – 1     |
| WTA Finals | A   | A   | A   | A           | A           | A           | A     | A           | A           | A           | NC          | SF          | A           | RR |    | 0 / 2     | 3 – 4     |
| WTA Elite Trophy | A   | A   | A   | A           | A           | A           | A     | A           | F           | A           | No celebrat | No celebrat | No celebrat |    |    | 0 / 1     | 1 – 2     |
| Total Victòries−Derrotes | 3−1 | 6−7 | 6−5 | 21−18       | 15−12       | 12−13       | 17−14 | 24−21       | 18−28       | 36−26       | 17−10       | 39−17       | 36−24       |    |    | 256 – 199 | 256 – 199 |
| Rànquing a final d'any | 178 | 90  | 87  | 34          | 50          | 70          | 50    | 29          | 42          | 26          | 22          | 5           | 23          |    |    |           |           |
| Llegenda: G: Guanyadora; F: Finalista; SF: Semifinalista; QF: Quarts de final; Q: Qualificació; A: Absent; RR: Round Robin; |     |     |     |             |             |             |       |             |             |             |             |             |             |    |    |           |           |